# Podgrađe Podokićko
Podgrađe Podokićko is een plaats in de gemeente Samobor in de Kroatische provincie Zagreb. De plaats telt 186 inwoners (2001).